# Dear Future Husband
Dear Future Husband is een nummer van de Amerikaanse zangeres Meghan Trainor van haar debuutalbum Title, dat in 2015 uitkwam. Het nummer is geschreven door Trainor en Kevin Kadish, die ook het nummer heeft geproduceerd. Het werd uitgegeven door Epic Records op 17 maart 2015 als de derde single van het album. 

## Achtergrond
De bijhorende videoclip is geregisseerd door Fatima Robinson, die ook de videoclip van haar debuutsingle "All About That Bass" heeft geregisseerd. De videoclip kwam uit op 16 maart 2015 en was meer dan 2,2 miljoen keer bekeken binnen twee dagen na de release van de videoclip. De zanger Charlie Puth heeft een cameo in de clip. 
Het nummer piekte in de top-10 in Australië en Zuid-Afrika. In de Verenigde Staten piekte het nummer op de veertiende plek in de Billboard Hot 100. 

## Tracklijst
| Nr. | Titel                                      | Duur |
| --- | ------------------------------------------ | ---- |
| 1.  | Dear Future Husband                        | 3:04 |
| 2.  | Dear Future Husband (instrumentale versie) | 3:04 |

## Hitnoteringen

### NederlandseSingle Top 100
| Hitnotering: 11-04-2015 t/m 20-06-2015 | Hitnotering: 11-04-2015 t/m 20-06-2015 | Hitnotering: 11-04-2015 t/m 20-06-2015 | Hitnotering: 11-04-2015 t/m 20-06-2015 | Hitnotering: 11-04-2015 t/m 20-06-2015 | Hitnotering: 11-04-2015 t/m 20-06-2015 | Hitnotering: 11-04-2015 t/m 20-06-2015 | Hitnotering: 11-04-2015 t/m 20-06-2015 | Hitnotering: 11-04-2015 t/m 20-06-2015 | Hitnotering: 11-04-2015 t/m 20-06-2015 | Hitnotering: 11-04-2015 t/m 20-06-2015 | Hitnotering: 11-04-2015 t/m 20-06-2015 | Hitnotering: 11-04-2015 t/m 20-06-2015 |
| Week:                                  | 1                                      | 2                                      | 3                                      | 4                                      | 5                                      | 6                                      | 7                                      | 8                                      | 9                                      | 10                                     | 11                                     |                                        |
| -------------------------------------- | -------------------------------------- | -------------------------------------- | -------------------------------------- | -------------------------------------- | -------------------------------------- | -------------------------------------- | -------------------------------------- | -------------------------------------- | -------------------------------------- | -------------------------------------- | -------------------------------------- | -------------------------------------- |
| Positie:                               | 97                                     | 95                                     | 84                                     | 76                                     | 73                                     | 72                                     | 75                                     | 78                                     | 78                                     | 92                                     | 98                                     | uit                                    |

## Releasedata
| Land             | Releasedatum  | Formaat   | Label |
| ---------------- | ------------- | --------- | ----- |
| Verenigde Staten | 17 maart 2015 | Radio     | Epic  |
| Duitsland        | 26 juni 2015  | Cd-single | Sony  |